# Панджикидзе, Гурам Иванович
Гура́м Ива́нович Панджики́дзе (22 апреля 1933, Тифлис — 1997, Тбилиси) — грузинский писатель-фантаст.

## Биография
Гурам Иванович Панджикидзе родился 22 апреля 1933 года в Тифлисе, в семье педагога. В 1956 году окончил металлургический факультет Тбилисского политехнического института. Работал на металлургическом заводе в Рустави, а затем в Политехническом институте.

Первая его книга — сборник юмористических рассказов «От Зестафони до Аргентины» — вышла в 1958 году. Затем в Тбилиси публикуются ещё несколько сборников очерков и рассказов Гурама Панджикидзе. Он много ездил по Советскому Союзу и за рубеж. С успехом выступал в качестве спортивного журналиста. в 1967 году в журнале «Цискари» и вскоре в издательстве «Сабчота Сакартвело» вышел первый роман Панджикидзе «Седьмое небо». В 1971 году в журнале «Дружба народов» публикуется русский перевод романа, и в том же году в издательстве «Молодая гвардия» он выходит отдельной книгой. Это было первое произведение писателя, переведенное на русский язык. А в следующем году роман вышел в украинском переводе в Киеве. «Седьмое небо» вызвало живейший интерес среди читателей и многочисленные отзывы критики. Роман был инсценирован в Грузии. В 1970 году в Тбилиси выходит сборник рассказов Панджикидзе «Снежный день» — о металлургах, о рабочих. Отвечая на вопросы анкеты «Дружба народов» Гурам Панджикидзе писал: 
«Меня очень занимают вопросы духовного мира человека, его психические и нравственные отношения к техническому прогрессу. Меня волнует и заботит, что сегодня определённая часть людей остается холодной и равнодушной друг к другу, что они могут абсолютно равнодушно пройти мимо чужого горя… нам надо больше писать о людях героического духа и интеллекта»
 В следующем романе писатель с ещё большей энергией воплощает это своё творческое кредо. Роман «Камень чистой воды» был напечатан в 1971 году в журнале «Цискари». В 1972 году он вышел отдельной книгой в Грузии. На русском языке роман был напечатан в 1973 году в журнале «Дружба народов». В том же году опубликовалось в книжном варианте. Название романа имеет по-грузински два значения: «Камень чистой воды» и «Глаза честные». Это книга о двух действительно честных, добрых и чистых людях, наделённых интеллектом. Но один из них младенчески беспомощен в житейском плане и потому слаб, а другой твёрдо стоит на земле, мужественно и достойно преодолевая самые страшные для человека испытания.
Гурам Панджикидзе скончался в 1997 году, в Тбилиси. Похоронен в Пантеоне писателей и общественных деятелей Грузии Дидубе.
Его дочь Майя Панджикидзе в октябре 2012 года стала министром иностранных дел Грузии.